# Петергоф

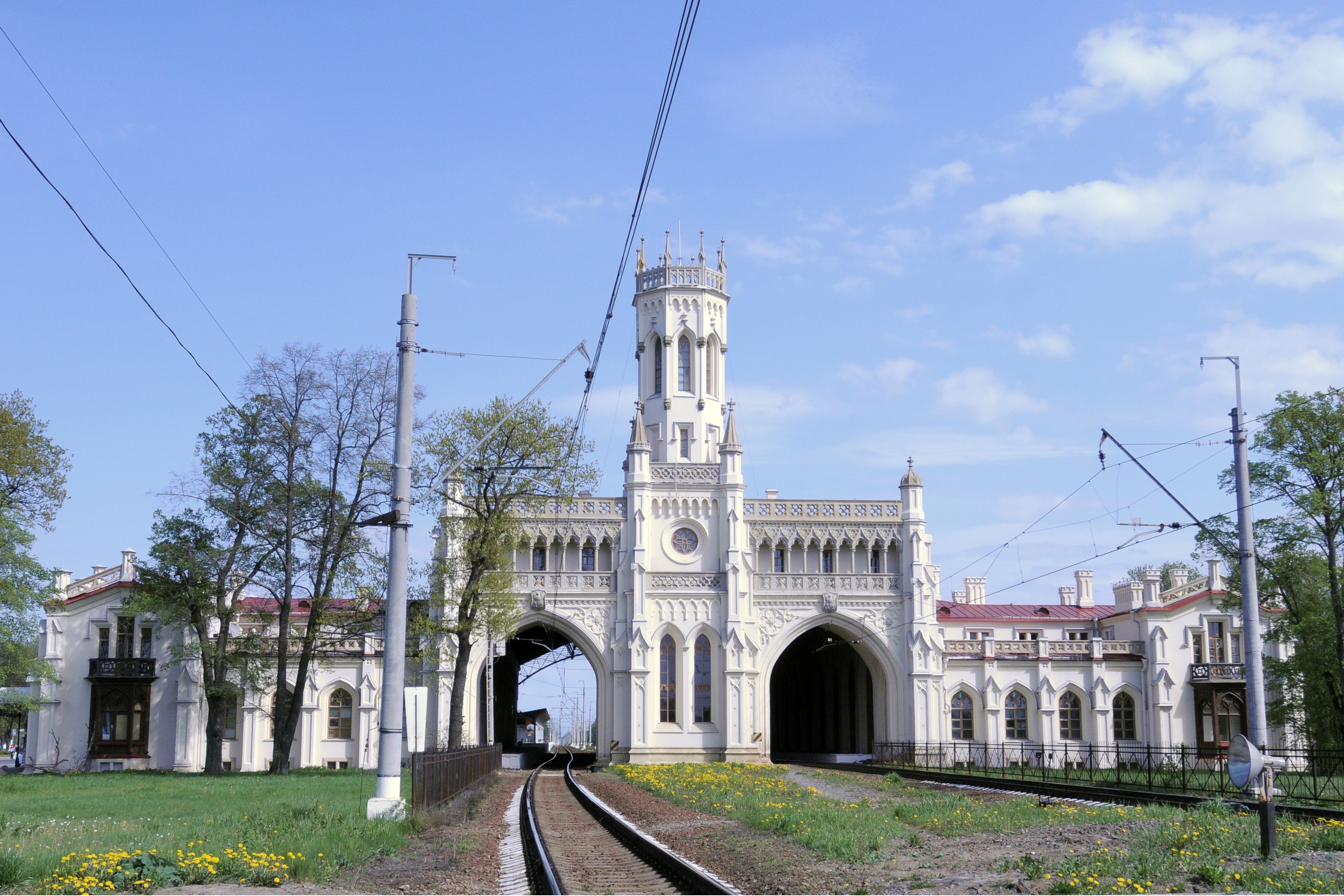
Вокзал станції Новий Петергоф (архітектор М. Бенуа)

Петерго́ф (від нім. Peterhof — «двір Петра», з 1944 по 1997 — Петродворе́ць) — місто в Росії, муніципальне утворення у складі Петродворцового району міста федерального значення Санкт-Петербурга. Місто розташоване на південному березі Фінської затоки. Значний туристичний, науковий та навчальний центр. Розташований за 29 км на захід від Санкт-Петербурга по залізниці.
Населення — 64,8 тис. чол. (2003 рік).
Залізничні станції муніципального утворення, що є частиною інфраструктури Балтійської лінії Жовтневої залізниці: Новий Петергоф, Старий Петергоф, Університетська. Також є пристань на Фінській затоці.
Петергоф заснований в 1710 році як імператорська заміська резиденція. Поселення отримало статус міста в 1762 році. У місті розташована пам'ятка світової архітектури та палацово-паркового мистецтва XVIII—XIX століть — музей-заповідник «Петергоф». Наукоград з 2005 року.
У цьому місці дислокується Військово-морський інститут радіоелектроніки імені О. С. Попова.

## Відомі особистості
- Олексій Миколайович (1904—1918) — п'ята дитина і єдиний син Миколи ІІ та Олександри Федорівни, спадкоємець імператорського трону
- Михайлов Павло Васильович — народний артист УРСР.
- Славіна Зінаїда Анатоліївна (1940—2019) — радянська і російська акторка театру і кіно.